# Hibris

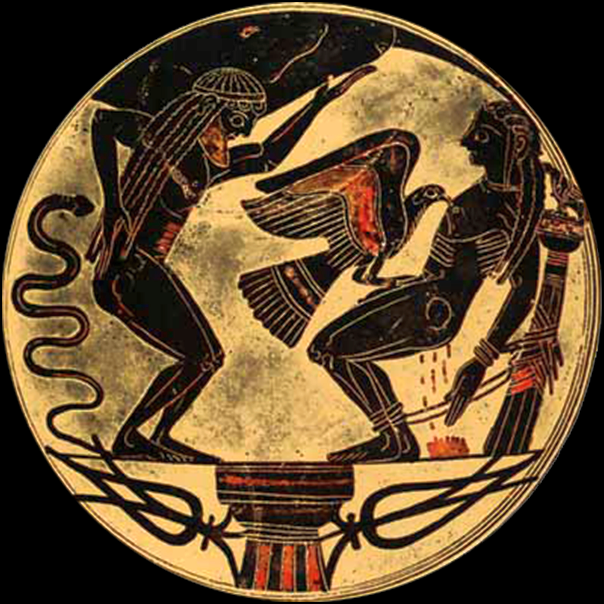
Cerámica de figuras negras (550 a. C.) que representa a Prometeo cumpliendo su condena, atado a una columna.

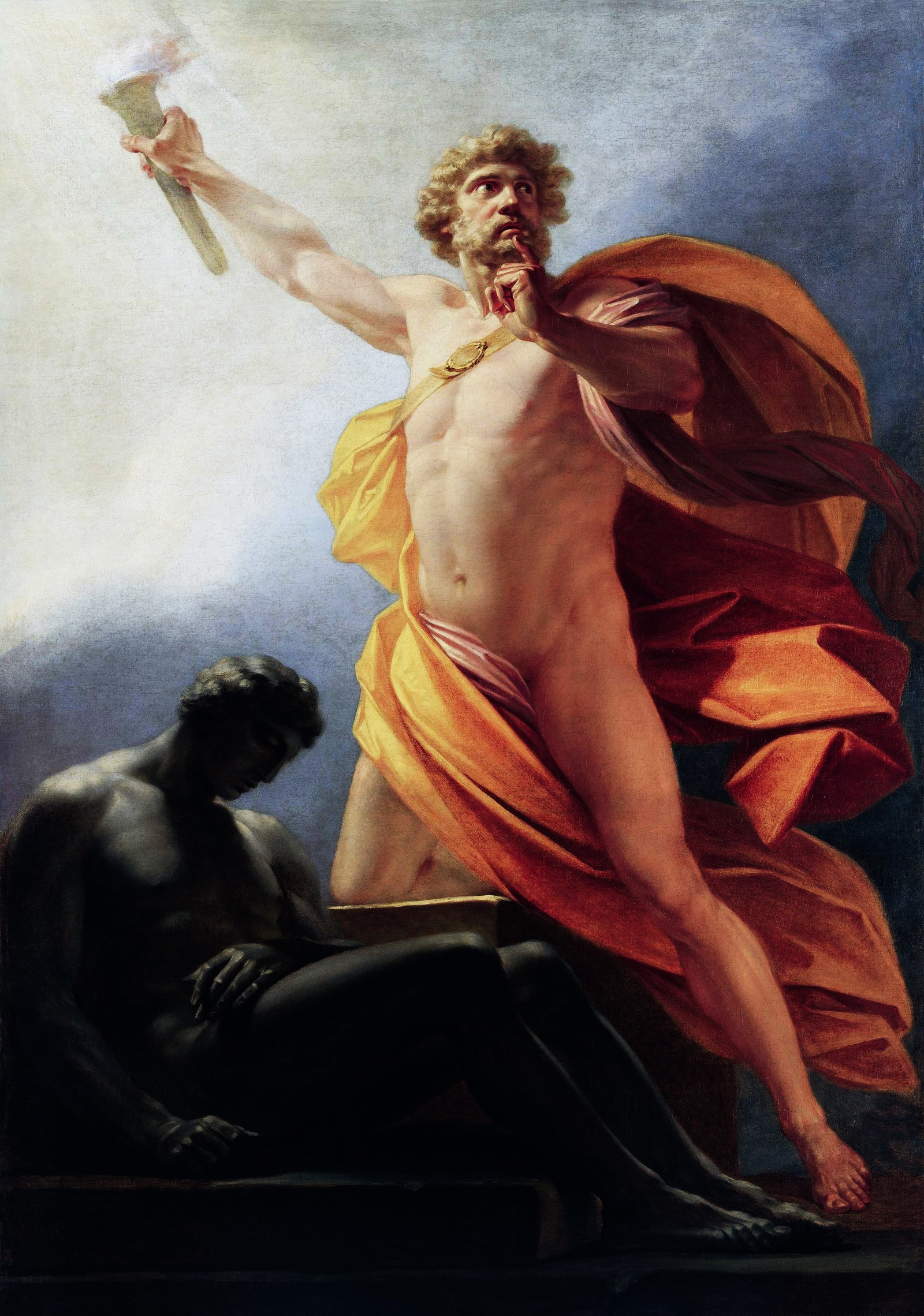
Prometeo trae el fuego a los hombres, transgrediendo los límites impuestos por los dioses a los seres humanos.

La hibris o hubris  (en griego antiguo: ὕβρις, en latín: hȳbris) es un concepto griego que puede traducirse como «arrogancia, altanería, insolencia, soberbia, ultraje, desenfreno o desmesura». No hace referencia a un impulso irracional y desequilibrado, sino a un intento de transgresión de los límites impuestos por los dioses a los hombres mortales y terrenales. En la Antigua Grecia aludía a un desprecio temerario del espacio personal ajeno unido a la falta de control de los impulsos propios, siendo un sentimiento violento inspirado por las pasiones exageradas, consideradas enfermedades por su carácter irracional y desequilibrado, y más concretamente por Ate (la furia o el orgullo). Como reza el famoso proverbio antiguo, erróneamente atribuido a Eurípides: «Aquel a quien los dioses quieren destruir, primero lo vuelven loco».
El vocablo hýbris dio la voz española «híbrido».

## La hibris en la antigüedad
La religión griega ignoraba el concepto de pecado tal como lo concibe el cristianismo, por lo que la hibris se consideraba la principal falta. Se relaciona con el concepto de moira, que en griego significa ‘destino’, ‘parte’, ‘lote’ y ‘porción’ simultáneamente. El destino es el lote, la parte de felicidad o desgracia, de fortuna o infortunio, de vida o muerte, que corresponde a cada uno en función de su posición social y de su relación con los dioses y los hombres (véase en el artículo moira la división del mundo realizada por los tres grandes Crónidas, que determina el destino de cada uno). Ahora bien, la persona que comete hibris es culpable de querer más que la parte que le fue asignada en la división del destino. La desmesura designa el hecho de desear más que la justa medida que el destino asigna. El castigo a la hibris es la némesis, el castigo de los dioses que tiene como efecto devolver al individuo dentro de los límites que cruzó.
Heródoto lo expresa claramente en un significativo pasaje:

Puedes observar cómo la divinidad fulmina con sus rayos a los seres que sobresalen demasiado, sin permitir que se jacten de su condición; en cambio, los pequeños no despiertan sus iras. Puedes observar también cómo siempre lanza sus dardos desde el cielo contra los mayores edificios y los árboles más altos, pues la divinidad tiende a abatir todo lo que descuella en demasía.

La concepción de la hibris como falta determina la moral griega como una moral de la mesura, la moderación y la sobriedad, obedeciendo al proverbio pan metron, que significa literalmente ‘la medida en todas las cosas’, o mejor aún ‘nunca demasiado’ o ‘siempre bastante’. El hombre debe seguir siendo consciente de su lugar en el universo, es decir, a la vez de su posición social en una sociedad jerarquizada y de su mortalidad ante los inmortales dioses.
La hibris es un tema común en la mitología, las tragedias griegas y el pensamiento presocrático, cuyas historias incluían a menudo a protagonistas que sufrían de hibris y terminaban por ello siendo castigados por los dioses. En la Teogonía de Hesíodo, las distintas razas de hombres (de bronce, de hierro, etcétera) que se suceden unas tras otras se condenaron por su hibris. En cierto modo, la falta de Agamenón en el primer libro de la Ilíada se relaciona con la hibris al desposeer a Aquiles de la parte del botín que debería corresponderle en justicia. Por su parte, Heráclito muestra la hibris como el señalamiento de una falta hacia el Nous o dios legal: «El Sol no traspasará sus medidas, pues si no las Erinias, asistentes de la Dice, lo descubrirán».
No obstante, Heráclito piensa que mientras haya discordia, se podrá fundir las partes en el Uno. Por lo tanto aquí la hibris es un fluir de opuestos, haciendo posible la vida.
En el Derecho griego, la hibris se refiere con mayor frecuencia a la violencia ebria de los poderosos hacia los débiles. En la poesía y la mitología, el término fue aplicado a aquellos individuos que se consideran iguales o superiores a los dioses. La hibris era a menudo la hamartia (‘error funesto’) de los personajes de las tragedias griegas.

## En la mitología
En la mitología griega, Hibris es el nombre de varios personajes. Lo más común es relacionarla con la personificación del anterior concepto: insolencia, soberbia, falta de moderación e instinto. Píndaro, en este sentido, dice que Hibris, «la de voz insolente», es la madre del Hartazgo (Κόρος, Kóros). Higino, literato latino, dice, en su nómina de abstracciones personificadas, que la Insolencia (Petulantia) es hija de Érebo y la Noche. Apolodoro, en cambio, refiere que «Apolo había aprendido de Pan, hijo de Zeus y de Hibris (Ὕβρεως), el arte adivinatoria». Pausanias dice que en la colina del Areópago unas piedras eran entendidas como representaciones, a saber: «a las piedras no labradas sobre las que están en pie los acusados y los acusadores, a una la llaman Hibris (“insolencia”) y a la otra Anedea (“impudor”)». Esquilo dice que «la soberbia es realmente una hija de la impiedad (δυσσέβεια)». Ateneo, por su parte, dice que Paniasis pensaba que los excesos del vino atraían a Hibris, la insolencia, y a Ate, la ofuscación. Babrio, en una de sus fábulas, dice que cuando los dioses se casaron y cada uno tuvo su cónyuge se presentó la Guerra (Pólemos), después de todos, a elegir en el último turno del sorteo. Se casó con Hibris, que era la única que quedaba, y la amó de manera tan extraordinaria, según dicen, que la sigue a donde quiera que vaya.

## Ejemplos de hibris
Personajes mitológicos griegos y romanos castigados por su hibris:
| - Agamenón - Atalanta - Aquiles - Áyax el Menor - Aracne - Pandáreo - Atlas (mitología) - Belerofonte - Casandra - Capaneo - Ciniro - Creonte - Eco - Edipo - Efialtes - Egisto - Enómao - Eresictón de Tesalia - Euforbo - Fineo - Héctor - Heracles - Ícaro - Jasón - Layo | - Marsias - Minos - Narciso (mitología) - Níobe - Odiseo - Orestes - Alóadas - Paris - Pandora - Penteo - Prometeo - Quíone - Salmoneo - Sirenas (véase la disputa entre Sirenas y Musas, cuando las primeras perdieron las plumas de sus alas). - Sísifo - Tamiris - Tántalo - Tiresias - Tersites - Yasión - Ticio - Ixión - Dánao (50 hijas del rey Dánao) - Telquines |

En la Biblia también aparece el tema del castigo por arrogancia:
- Adán y Eva fueron tentados a ser como Dios y por ello expulsados del Jardín del Edén.
- La Torre de Babel fue erigida para llegar al cielo, pero Dios la destruyó.

## La hibris en la actualidad
Las consecuencias negativas modernas de las acciones provocadas por la hibris parecen estar asociadas a una falta de conocimiento, interés y estudio de la historia, combinada con un exceso de confianza y una carencia de humildad.
El historiador británico Arnold J. Toynbee (1889-1975), en su voluminoso Estudio de la Historia (1933-1961), utiliza el concepto de hibris para explicar una posible causa del colapso de las civilizaciones, como variante activa de la némesis de la creatividad.
La hibris también se ha sugerido como una virtud en ciertos contextos. Por ejemplo, Larry Wall mencionó a la hibris, junto con la pereza y la impaciencia, como una de las cualidades de un programador exitoso, siendo «la cualidad que le permite a uno escribir (y mantener) programas sobre los que otra gente no querrá hablar mal».